# Fornos do Pinhal
Fornos do Pinhal ist eine Gemeinde (Freguesia) im portugiesischen Kreis Valpaços. In ihr leben 320 Einwohner (Stand 19. April 2021).